# Città di Castello
Città di Castello er en by i den nordlige del af regionen Umbria i Italien. Byen og dens omgivelser havde i 2003 ca. 38.300 indbyggere.
Byen, som antagelig er etruskisk af oprindelse, blev kaldt Tifernum Tiberinum på Romerrigets tid. Den blev ødelagt af ostrogoterne under kong Totila.
Efter at byen var genopbygget blev den kendt først under navnet Castrum Felicitatis og senere Civitas Castelli. Senere blev den domineret af Vitellislægten, før Cesare Borgia lod familiens overhoved dræbe ved kvælning.
Derefter blev Città di Castello indlemmet i Kirkestaten.
1. ↑  demo.istat.it (fra Wikidata).